# Bohuslavský rajón
Bohuslavský rajón (ukrajinsky Богуславський район) byl rajón v Kyjevské oblasti na Ukrajině. Hlavním městem byl Bohuslav a rajón měl přibližně 34 tisíc obyvatel. 

## Sídla v rajónu
- Bohuslav